# کوجیکی-دن

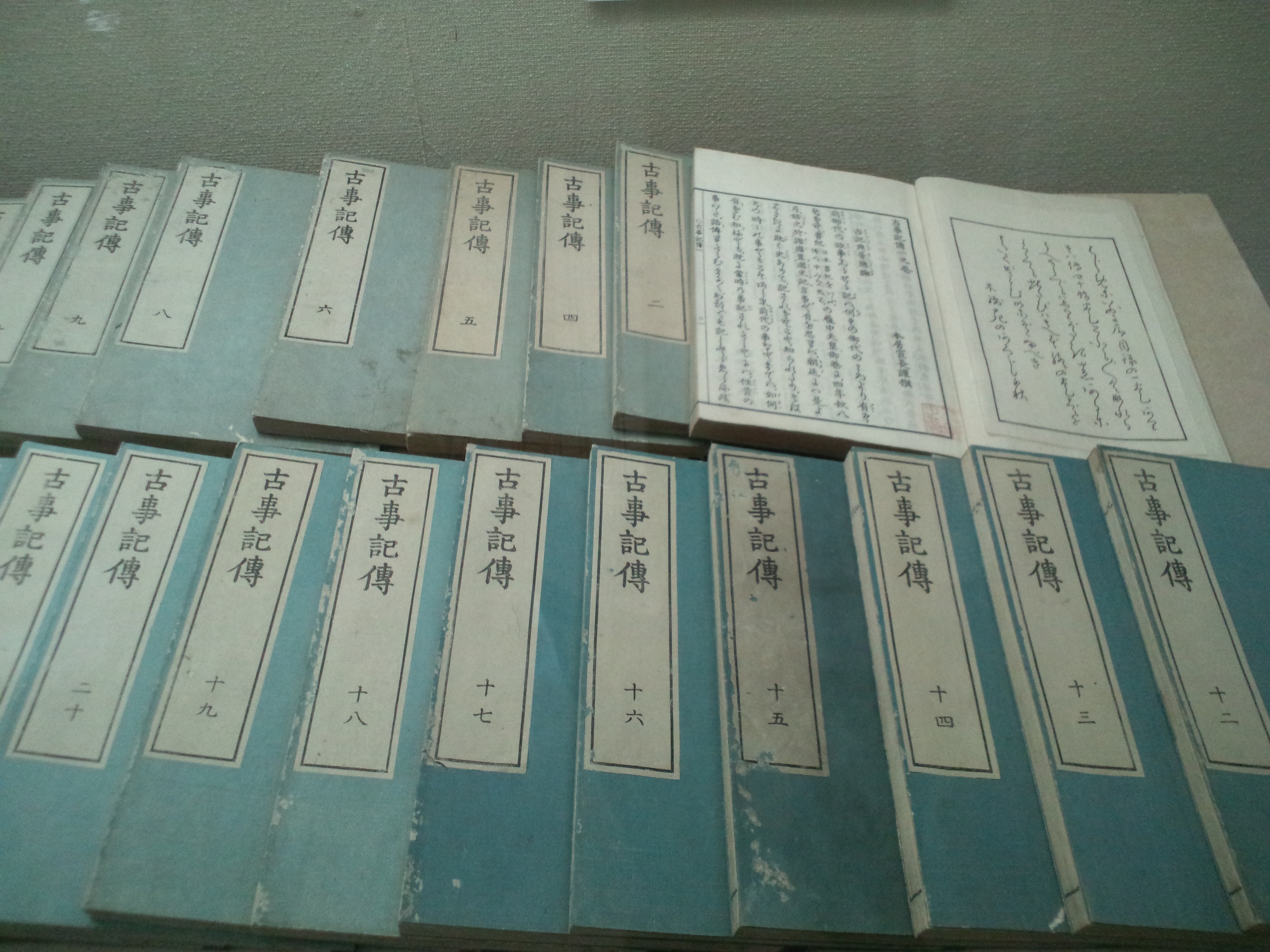
نگاره‌ٔ بخشی از یک‌دوره کتاب «کوجیکی-دن» - ۲۰۱۲

کوجیکی-دن (به ژاپنی: 古事記伝 Kojiki-den) تفسیری ۴۴ جلدی در مورد کوجیکی اثری مربوط به تاریخ‌نگاری و اساطیر شینتو در قرن هشتم است که توسط دانشمند کوکوگاکو موتوئوری نوریناگا نوشته شده‌است.